# Korgen
Korgen är en sjö i Motala kommun i Östergötland och ingår i Motala ströms huvudavrinningsområde. Sjön är 7 meter djup, har en yta på 0,037 kvadratkilometer och är belägen 130 meter över havet.